# F. Herrick Herrick
F. Herrick Herrick, né le 25 mars 1902 et mort le 11 août 1987 est un réalisateur de film américain et un philatéliste.

## Biographie
Herrick a commencé à réaliser des courts métrages en 1925, et en moins d'un an, le magazine The Moving Picture World a écrit qu'il était sur le point de devenir « l'un des principaux réalisateurs de la côte Est » . Bien que réalisateur et producteur indépendant, il a effectué la plupart de ses travaux pour des studios tels que Tec-Art, qui a écrit aux Motion Picture Producers and Distributors of America en 1927 que l'industrie cinématographique serait bien, débarrassée de Herrick. Il a produit de courts documentaires de voyage, dont certains de la série de récits de voyage Vagabond Adventure pour Pathé Exchange et RKO Pictures au début des années 1930. Ses films ont souvent été tournés en Floride, et beaucoup de sujets de ses documentaires concernaient la pêche.
En 1935, il a réalisé Obeah ! (en), un film d'horreur qu'il avait écrit et qui a été parmi les premiers à être tourné en Jamaïque. Il a été membre fondateur de la Screen Directors Guild lors de sa création en 1936, et en a été le premier secrétaire exécutif, jusqu'à ce qu'il soit remplacé par Jack McGowan (en) en 1938.
En 1971, Herrick s'est retiré du cinéma et a vécu en Floride, où il s'est lié d'amitié avec plusieurs astronautes d'Apollo. C'était également un collectionneur de timbres passionné, un intérêt qu'il avait commencé à développer dans les années 1930 et sur lequel il avait réalisé un court métrage en 1939. Lors des préparatifs d'Apollo 15, il a demandé à l'astronaute Alfred Worden de transporter 144 enveloppes postales sur la Lune et de les lui ramener pour les vendre. En plus des autres enveloppes postales transportées lors de la mission, la commercialisation de celles d'Herrick a entraîné l'incident des enveloppes postales d'Apollo 15, ce qui a eu pour conséquence que les astronautes ont été effectivement renvoyés de la NASA. Worden a plus tard décrit Herrick dans sa vieillesse comme « un croisement entre le Père Noël et le grand-père préféré de tous », mais a admis qu'il n'aurait jamais dû accepter l'offre : « J'étais trop vieux pour croire au Père Noël ».
À sa retraite, Herrick a écrit des chroniques pour le San Francisco Bulletin, le Los Angeles Examiner (en), le Boston Telegram et le London Express (en), et a fait la narration d'une émission de télévision locale à Miami, Ports of Call, sur la chaîne 10 de WPLG-TV (en). Il est mort à Saginaw, dans le Michigan, en 1987.